# Volta a Andalusia 2013
La Volta a Andalusia 2013 és la 59a edició de la Volta a Andalusia. La cursa es disputà entre el 17 de febrer i el 20 de febrer de 2013, amb un recorregut de 543,3 km repartits entre un pròleg i tres etapes. La cursa forma part de l'UCI Europa Tour 2013, en la categoria 2.1.
Degut a la reducció del pressupost la cursa ha vist com s'eliminava una de les etapes, quedant la cursa en tres etapes i un pròleg. Amb tot la cursa manté la categoria 2.1 dins de l'UCI Europa Tour 2013.
El vencedor final fou, per segon any consecutiu, el murcià Alejandro Valverde (Movistar Team), que s'imposà per 7 segons al belga Jurgen Van den Broeck (Lotto-Belisol) i per 11 al neerlandès Bauke Mollema (Blanco Team). Valverde també guanyà dues etapes i la classificació per punts. Les altres dues etapes foren pel francès Jonathan Hivert (Sojasun)
En les altres classificacions Tom Dumoulin (Argos-Shimano) guanyà la classificació de la muntanya, Lluís Mas (Burgos BH-Castilla y León) les metes volants, Jurgen Van den Broeck la combinada i el Movistar Team la classificació per equips.

## Equips participants
En aquesta edició hi prenen part 18 equips: 9 ProTeams, 7 equips continentals professionals i 2 equips continentals, formant un pilot de 126 ciclistes, a 7 ciclistes per equips:
| Nom de l'equip        | País          | Codi |
| --------------------- | ------------- | ---- |
| Argos-Shimano         | Països Baixos | ARG  |
| Astana Qazaqstan Team | Kazakhstan    | AST  |
| Blanco Team           | Països Baixos | BLA  |
| Euskaltel–Euskadi     | Espanya       | EUS  |
| Garmin-Sharp          | Estats Units  | GRS  |
| Team Katusha          | Rússia        | KAT  |
| Lotto-Belisol         | Bèlgica       | LTB  |
| Movistar Team         | Espanya       | MOV  |
| Vacansoleil-DCM       | Països Baixos | VCD  |

| Nom de l'equip              | País     | Codi |
| --------------------------- | -------- | ---- |
| Accent Jobs-Wanty           | Bèlgica  | AJW  |
| Caja Rural                  | Espanya  | CJR  |
| CCC Polsat Polkowice        | Polònia  | CCC  |
| Cofidis                     | França   | COF  |
| NetApp-Endura               | Alemanya | TNE  |
| Sojasun                     | França   | SOJ  |
| Topsport Vlaanderen-Baloise | Bèlgica  | TSV  |

| Nom de l'equip            | País    | Codi |
| ------------------------- | ------- | ---- |
| Burgos BH-Castilla y León | Espanya | BUR  |
| Colba-Superano Ham        | Bèlgica | CMD  |

## Etapes
| Etapa    | Data         | Recorregut                     |                         | Km      | Guanyador                | Líder                    |
| -------- | ------------ | ------------------------------ | ----------------------- | ------- | ------------------------ | ------------------------ |
| Pròleg   | 17 de febrer | San Fernando – San Fernando    | Etapa plana             | 6 (CRI) | Alejandro Valverde (ESP) | Alejandro Valverde (ESP) |
| 1a etapa | 18 de febrer | San Fernando – Ubrique         | Etapa de muntanya       | 163,9   | Jonathan Hivert (FRA)    | Alejandro Valverde (ESP) |
| 2a etapa | 19 de febrer | Trebujena – Montilla           | Etapa de mitja muntanya | 194,2   | Jonathan Hivert (FRA)    | Alejandro Valverde (ESP) |
| 3a etapa | 20 de febrer | Lucena – Rincón de la Victoria | Etapa de muntanya       | 182,7   | Alejandro Valverde (ESP) | Alejandro Valverde (ESP) |

## Classificacions finals

### Classificació general
|    | Ciclista                    | Equip                       | Temps       |
| -- | --------------------------- | --------------------------- | ----------- |
| 1  | Alejandro Valverde (ESP)    | Movistar Team               | 13h 47' 27" |
| 2  | Jurgen Van den Broeck (BEL) | Lotto-Belisol               | + 7"        |
| 3  | Bauke Mollema (NED)         | Blanco Team                 | + 11"       |
| 4  | Simon Špilak (SVN)          | Team Katusha                | + 12"       |
| 5  | Bart de Clercq (BEL)        | Lotto-Belisol               | + 17"       |
| 6  | Jakob Fuglsang (DEN)        | Astana Qazaqstan Team       | + 19"       |
| 7  | Nairo Quintana (COL)        | Movistar Team               | + 24"       |
| 8  | Sander Armée (BEL)          | Topsport Vlaanderen-Baloise | + 30"       |
| 9  | Davide Rebellin (ITA)       | CCC Polsat Polkowice        | + 30"       |
| 10 | Daniel Navarro (ESP)        | Cofidis                     | + 38"       |

### Altres classificacions
- Classificació per punts.  Alejandro Valverde (ESP) (Movistar Team)
- Classificació de la muntanya.  Tom Dumoulin (NED) (Argos-Shimano)
- Classificació de la combinada.  Jurgen Van den Broeck (BEL) (Lotto-Belisol)
- Classificació de les metes volants'.  Lluís Mas (ESP) (Burgos BH-Castilla y León)
- Classificació per equips.  Movistar Team
- Primer andalús.  Javier Moreno Bazán (ESP) (Movistar Team)
- Primer espanyol.  Alejandro Valverde (ESP) (Movistar Team)

## Evolució de les classificacions
| Etapa (Vencedor)             | Classificació general | Classificació per punts | Classificació de la muntanya | Classificació de les metes volants | Classificació de la combinada | Classificació per equips | Primer andalús  | Primer espanyol    |
| ---------------------------- | --------------------- | ----------------------- | ---------------------------- | ---------------------------------- | ----------------------------- | ------------------------ | --------------- | ------------------ |
| Pròleg (Alejandro Valverde)  | Alejandro Valverde    | Alejandro Valverde      | no entregat                  | no entregat                        | Alejandro Valverde            | Team Katusha             | Javier Moreno   | Alejandro Valverde |
| Etapa 1 (Jonathan Hivert)    | Alejandro Valverde    | Alejandro Valverde      | Nairo Quintana               | Jakob Fuglsang                     | Jurgen van den Broeck         | Movistar Team            | Luis Ángel Maté | Alejandro Valverde |
| Etapa 2 (Jonathan Hivert)    | Alejandro Valverde    | Jonathan Hivert         | Luis Ángel Maté              | Lluís Mas                          | Jurgen van den Broeck         | Movistar Team            | Luis Ángel Maté | Alejandro Valverde |
| Etapa 3 (Alejandro Valverde) | Alejandro Valverde    | Alejandro Valverde      | Tom Dumoulin                 | Lluís Mas                          | Jurgen van den Broeck         | Movistar Team            | Javier Moreno   | Alejandro Valverde |
| Final                        | Alejandro Valverde    | Alejandro Valverde      | Tom Dumoulin                 | Lluís Mas                          | Jurgen van den Broeck         | Movistar                 | Javier Moreno   | Alejandro Valverde |